# Antonio Mota
Antonio Mota, teljes nevén Antonio José Mota Romero (1939. január 26. – 1986. szeptember 13.) mexikói válogatott labdarúgó, kapus.

## Pályafutása
Klubkarrierje során két csapatban, az Oróban és a Necaxában játszott.
A válogatottban kerettag volt az 1962-es és az 1970-es világbajnokságon, azonban végül csak barátságos meccseken és vb-selejtezőkön lépett pályára a mexikói csapattal, összesen tizenötször.

## Sikerei, díjai
CD Oro
- Mexikói bajnok: 1962–63

Club Necaxa
- Mexikói kupa: 1965–66
- Mexikói szuperkupa: 1966